# Parafia Najświętszego Serca Pana Jezusa w Kluczborku
Parafia Najświętszego Serca Pana Jezusa – rzymskokatolicka parafia w Kluczborku, należąca do dekanatu Kluczbork w diecezji opolskiej. 
Położona jest przy ulicy Jana Pawła II w Kluczborku.

## Historia parafii
W 1974 roku, ksiądz Zygmunt Curzydło, ówczesny proboszcz parafii Matki Bożej Wspomożenia Wiernych, podjął starania o nabycie ziemi pod budowę nowego kościoła w Kluczborku. Po śmierci księdza dziekana Zygmunta Curzydło starania te kontynuował jego następca ksiądz prałat Jan Bagiński.
Dopiero w 1981 roku udało się uzyskać zezwolenie na budowę nowego kościoła, które wydał ówczesny wicewojewoda opolski Tadeusz Musiali. W rok później Urząd Miasta i Gminy w Kluczborku wydał decyzję pozwalającą na budowę kościoła wraz z obiektami towarzyszącymi na terenie położonym przy ulicy XXX-lecia PRL (dzisiejsza ulica Jana Pawła II. W tym samym roku rozpoczęto prace przy budowie kościoła, które zakończono w 1987 roku.
19 października 1982 roku na plac budowy wjechał sprzęt specjalistyczny, tym samym rozpoczęto prace budowlane. Dnia 6 listopada 1983 roku nastąpiło wmurowanie kamienia węgielnego, tego dnia nastąpiło również podpisanie aktu erekcyjnego przez księdza bpa Jana Wieczorka. Kamień węgielny został przywieziony z Bazyliki Bożego Grobu w Jerozolimie, którego poświęcenia w dniu 21 czerwca 1983 roku, dokonał Papież Jan Paweł II na Górze św. Anny w czasie drugiej pielgrzymki do Polski. 
21 czerwca 1987 roku w kościołach Kluczborka został odczytany dekret księdza bpa Alfonsa Nossola ordynariusza opolskiego erygujący parafię Najświętszego Serca Pana Jezusa w Kluczborku. 
28 czerwca 1987 roku nastąpiła uroczystość konsekracji nowego kościoła. Pierwszym proboszczem został budowniczy świątyni, ksiądz Franciszek Michał Drenda, który zmarł 6 listopada 2016 roku. Kościół parafialny został zbudowany w latach 1982-1987, konsekrowany 27 czerwca 1987 przez biskupa Jana Bagińskiego.
Od dnia 28 czerwca 2010 roku, dekretem księdza biskupa Andrzeja Czai, proboszczem parafii został ksiądz Hubert Czernia. Po ciężkiej chorobie zmarł on 30 października 2021 roku w wieku 60 lat.

## Liczebność i obszar parafii
W parafii zamieszkuje 16 tys. wiernych i obejmuje ona następujące ulice:
Broniewskiego, Byczyńska (numery od 11 i od 22), Gałczyńskiego, Grunwaldzka (numery nieparzyste od 13), Jagiellońska, Jana Pawła II, Kochanowskiego (od numeru 9 i od 10), Konopnickiej (od nr 14 do końca i od nr 15 do końca), Kołłątaja, Ligonia, Morcinka, Reymonta, Norwida, Ossowskiego, Plebiscytowa, Słowackiego, Prusa, Szopena, Tuwima, Wolności, Wyspiańskiego, Boznańskiej, Chełmońskiego, Fałata, Gersona, Gierymskiego, Grottgera, Malczewskiego, Matejki, Michałkowskiego, Rodakowskiego, Styki, Witkacego, Wyczółkowskiego, Cybisa, Podkowińskiego, Kantora, Kard. Wyszyńskiego, Kard. Sapiehy, Ks. Curzydły, Ks. Popiełuszki, ks. Skargi.
Ponadto do parafii należy oddalona o 2 kilometry od Kluczborka, wieś Gotartów (ok. 400 wiernych).

### Przedszkola i szkoły
- Publiczne Przedszkole nr 1
- Publiczne Przedszkole nr 2
- Publiczne Przedszkole nr 3
- Publiczne Przedszkole nr 8
- Publiczna Szkoła Podstawowa nr 2
- Publiczna Szkoła Podstawowa nr 5
- Zespół Szkół Licealno-Technicznych
- Zespół Szkół Ponadgimnazjalnych nr 2 CKU
- Zespół Szkół CKR w Bogdańczowicach
- Zespół Szkół Społecznych STO

### Kaplice
- w Zakładzie Karnym
- w Klasztorze Sióstr św. Józefa

## Proboszczowie
- ks. Franciszek Drenda (1987–2010)
- ks. Hubert Czernia (2010–2021)[5]
- ks. Piotr Kutynia (2021–2024)
- ks. Rafał Kiełek (od 2024)

## Wspólnoty parafialne

### Grupy formacyjne
- Eucharystyczny Ruch Młodych
- Ruch szensztacki
- Krąg Biblijny
- Komunia i Wyzwolenie
- Harcerki i Harcerze

### Grupy liturgiczne
- Ministranci
- Dzieci Maryi
- Schola liturgiczna
- Chór parafialny
- Orkiestra dęta

### Grupy modlitewne
- Żywy Różaniec
- Apostolat Maryjny
- Apostolat „Margaretka”
- Stowarzyszenie Najświętszego Serca Pana Jezusa
- Stowarzyszenie Matki Bożej Patronki Dobrej Śmierci
- Rodzina rodzin kapłanów, kleryków i sióstr zakonnych
- Franciszkański Zakon Świeckich
- Modlitewna Grupa Św. Józefa
- Katolicka Odnowa w Duchu Świętym

### Grupy charytatywne
- Caritas
- Muminki
- Bractwo więzienne
- Wspólnota Sybiraków
- Klub AA „Nowe Życie”[6].